# EPAM Systems
EPAM Systems, Inc. (NYSE: EPAM) er en amerikansk it-konsulentvirksomhed, der er specialiseret i software, digitale platforme og design af digitale produkter. De har hovedkvarter i Newtown, Pennsylvania. EPAM er i blandt grundlæggerne af MACH Alliance. De har 59.000 ansatte og omsætter for 5 mia. USD.
I 1993 etablerede Arkadiy Dobkin og Leo Lozner softwarevirksomheden EPAM i New Jersey, USA og Minsk, Belarus.